# Autonomie Südtirols
Unter der Autonomie Südtirols versteht man die Summe der Rechtsnormen, die der Region Trentino-Südtirol im Allgemeinen und der Autonomen Provinz Bozen – Südtirol im Besonderen eine weitreichende Selbstverwaltung des öffentlichen Lebens ermöglichen.
Die Autonomie Südtirols leitet sich aus den Grundsätzen des ethnischen Minderheitenschutzes ab, der in der Existenz einer deutsch- und einer ladinischsprachigen Bevölkerungsgruppe in italienischem Staatsgebiet begründet ist. Die grundlegenden Bestimmungen wurden in einem Zeitraum von mehreren Jahrzehnten erlassen. Meilensteine waren die Unterzeichnung des Gruber-De-Gasperi-Abkommens (1946), in welchem sie erstmals (völkerrechtlich) verbrieft wurden, das Inkrafttreten der italienischen Verfassung mit einem Ersten Autonomiestatut für Trentino-Südtirol (1948), das Inkrafttreten eines erweiterten Zweiten Autonomiestatuts (fußend auf einem Südtirol-Paket genannten Maßnahmenkatalog) für die Provinzen Trient und Bozen (1972) und dessen inhaltliche Umsetzung bis zum Jahr 1992.
Dieser Artikel bezieht sich im Wesentlichen auf die Provinz Bozen. Gleichzeitig wird auch die Provinz Trient berücksichtigt, da die Formen der Autonomie, welche ersterer zuerkannt sind, auch für letztere gelten (Unterschiede gibt es im Bereich des Minderheitenschutzes). Die Autonomie der Provinzen ist jedoch immer im Rahmen der Region zu betrachten. Deshalb wird diese ebenfalls ausführlich erwähnt werden, obwohl sie eine relativ unbedeutende Stellung einnimmt und eher symbolische und koordinierende Funktion hat. Im Artikel ist mit „Region“ im Singular zumeist die Region Trentino-Südtirol bezeichnet.
Die Begrifflichkeiten entsprechen jenen, welche in Südtirol zur deutschsprachigen Beschreibung der Rechtsordnung der Italienischen Republik verwendet werden. Es wird versucht, so weit als möglich die entsprechenden Begriffe der österreichischen, Schweizer und deutschen Rechtsordnung zu verwenden. Trotzdem lässt sich aufgrund der Eigenheiten der italienischen Rechtsordnungen die Verwendung von Begriffen, welche im sonstigen deutschen Sprachraum unüblich sind, nicht vermeiden (z. B. „Dekret“ für decreto, ein Rechtsinstitut ohne Entsprechung in Österreich, der Schweiz oder Deutschland).

## Entwicklung

### Vorgeschichte
Bereits nach dem Ersten Weltkrieg und der durch den Vertrag von Saint-Germain 1919 sanktionierten Abtretung Südtirols von Österreich an Italien wurden Forderungen nach einer Landesautonomie laut. Im Dezember 1919 legte der Deutsche Verband einen Forderungskatalog in 18 Punkten vor, auf den im August 1920 ein alternativer Entwurf der Südtiroler Sozialdemokratie folgte. Beide Vorschläge wurden von den italienischen Regierungen zurückgewiesen, ehe der aufkommende Faschismus jegliche Bemühung um Selbstverwaltungsrechte zunichtemachte und in eine massive Italianisierungskampagne mündete.

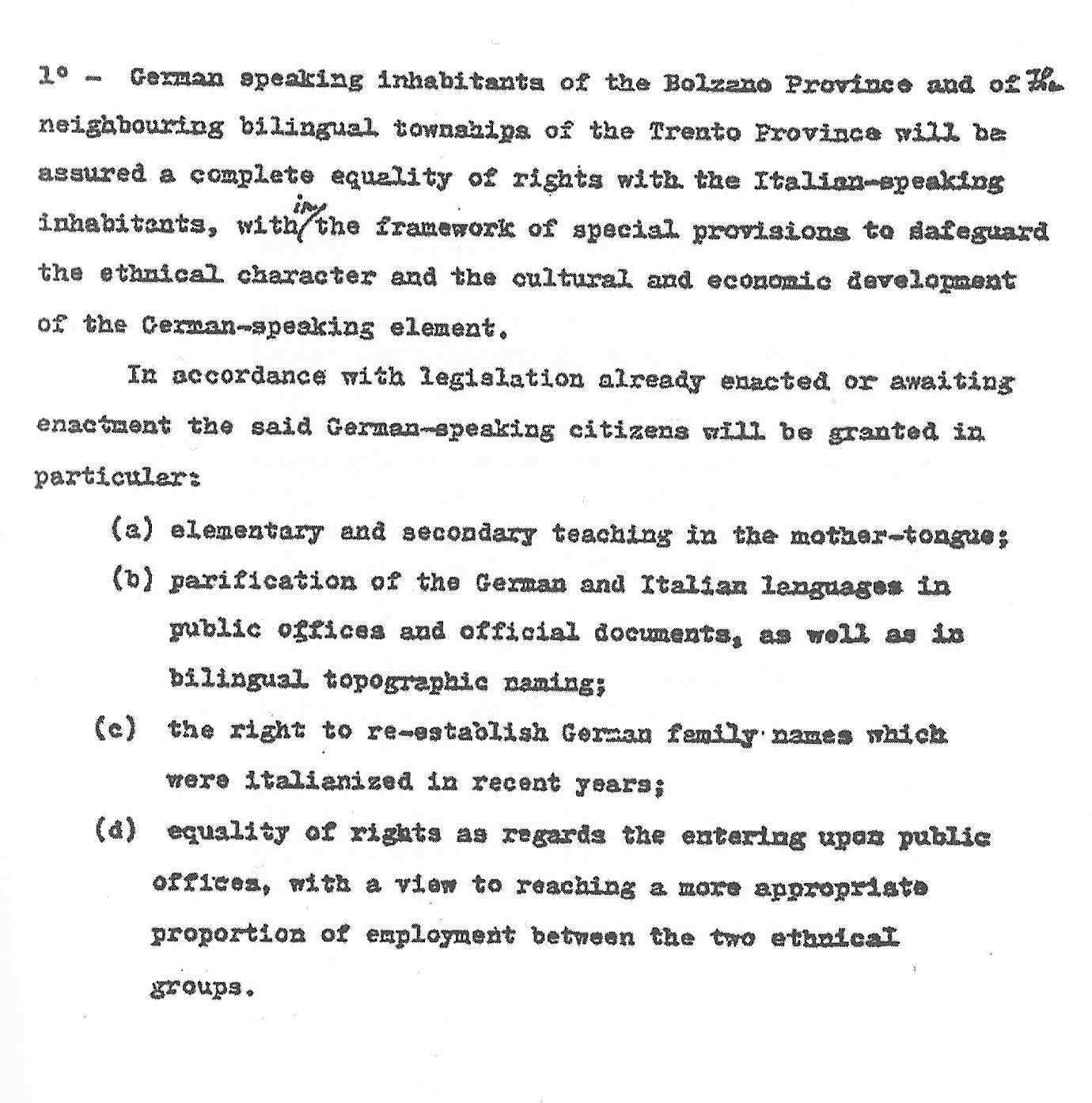
Erstes Blatt des Pariser Abkommens vom 5. September 1946 mit ausdrücklicher Nennung der German speaking inhabitants of the Bolzano province and of the neighbouring bilingual townships of the Trento province (mit letzteren sind die Gemeinden des Unterlands gemeint, die erst 1948 nach Südtirol rückgegliedert wurden)

Nach dem Zweiten Weltkrieg wurde der Verbleib Südtirols beim italienischen Staat seitens der Siegermächte nicht bestritten; die deutsch- und ladinischsprachige Bevölkerung dieses Gebietes sollte jedoch mit besonderen Sonderrechten zum Schutz ihrer Sprache und kulturellen Eigenart ausgestattet werden. Diesbezüglich wurde zwischen dem italienischen Regierungschef De Gasperi und dem österreichischen Außenminister Gruber das Pariser Abkommen unterzeichnet, zum Schutze und zur Gleichberechtigung der deutschen Sprachgruppe. Es sah den Volks- und Mittelschulunterricht in der Muttersprache vor; die Gleichstellung der deutschen und italienischen Sprache in den öffentlichen Ämtern und amtlichen Urkunden sowie bei den zweisprachigen Ortsbezeichnungen; die Gleichberechtigung hinsichtlich der Einstellung in öffentliche Ämter, um ein angemesseneres Verhältnis der Stellenverteilung zwischen den beiden Volksgruppen zu erzielen; die Gewährung einer autonomen Gesetzgebungs- und Vollzugsgewalt.
Entsprechend diesem Abkommen wurden Schulen mit Deutsch als Unterrichtssprache errichtet, die deutschen Ortsnamen und die italianisierten deutschen Familiennamen wiederhergestellt sowie die Rückkehr der Optanten in ihre Südtiroler Heimat ermöglicht.
Wesentliche Punkte wurden aber vernachlässigt. Als 1948 das Erste Autonomiestatut in Form eines Verfassungsgesetzes in Kraft trat, wurden weitgehende Autonomierechte nicht an die Provinz Bozen bzw. Südtirol, sondern an die neugeschaffene Region Trentino-Tiroler Etschland mit italienischsprachiger Bevölkerungsmehrheit abgetreten. Bei der Vergabe von öffentlichen Stellen wurden weiterhin Italiener bevorzugt, so dass ein Großteil der Verwaltung in italienischsprachiger Hand blieb. Vor allem aber wurde den deutschen Südtirolern eine echte Selbstverwaltung verwehrt. Dadurch sollte die Autonomie auch De Gasperis Landsleuten im Trentino zugutekommen; tatsächlich aber wurde die Selbstverwaltung Südtirols, das damals noch die amtliche Bezeichnung Tiroler Etschland trug, unmöglich gemacht. Damit wurde neben einer aus staatlich italienischen Gründen verweigerten „äußeren Selbstbestimmung“ auch die „innere Selbstbestimmung“ im Sinne einer weitgehenden Autonomie unterbunden. In der Region war die italienische Sprachgruppe (deutlich) in der Mehrzahl, alle wichtigen Entscheidungen, Südtirol betreffend, wurden in Trient getroffen. Hinzu kam, dass die Regierungen in Rom und Trient bestrebt waren, Arbeitsmigranten aus Süditalien und Venetien im Zuge einer fortschreitenden Industrialisierung in Südtirol anzusiedeln. So kam es, dass Sozialwohnungen fast ausschließlich für Italiener gebaut wurden. Die Situation rief bei der deutschen Bevölkerung großen Unmut hervor, es formierte sich starker Widerstand gegen das sogenannte Erste Autonomiestatut. Als 1957 beschlossen wurde, 5000 Wohnungen für italienische Zuwanderer zu errichten, versammelte die Südtiroler Volkspartei (SVP) unter ihrem neuen Parteiobmann Silvius Magnago 35.000 Südtiroler zur Großkundgebung von Schloss Sigmundskron, wo Magnago ein „Los von Trient“ und somit eine Entmachtung der Region zugunsten der Autonomen Provinz Bozen (Südtirol) forderte. Die Kundgebung erwirkte erstmals ein großes, auch internationales Interesse an der damaligen Südtirolproblematik. Auf institutioneller Ebene verschaffte die SVP ihren Forderungen Nachdruck, indem ihre Regierungsmitglieder 1959 erstmals geschlossen aus der Regionalregierung Trentino-Südtirol zurücktraten. In der Folge verweigerte die SVP bis 1970 jede Regierungsbeteiligung, wodurch die gesetzlich notwendige proportionale Besetzung der Regionalregierung mit Mitgliedern der deutschen und der italienischen Sprachgruppe nicht mehr eingehalten werden konnte.
Ab 1956 kam es aus Frustration über die Südtirol-Politik Italiens parallel zu den parteipolitischen Initiativen der SVP zu einer Serie von Bombenattentaten. Die Anschläge der ersten Serie (bis 1961) – vom Befreiungsausschuss Südtirol (BAS) durchgeführt – richteten sich primär gegen Sacheigentum; vor allem Hochspannungsmasten, die den Strom in die italienischen Industriegebiete lieferten (siehe Sepp Kerschbaumer und Feuernacht). Die folgenden Anschlagsserien, an denen nach der Inhaftierung der führenden BAS-Aktivisten bereits verstärkt Personen aus anderen Teilen des deutschen Sprachraums außerhalb Südtirols beteiligt waren, forderten hingegen eine steigende Anzahl an Menschenopfern. Zur Eskalation der Gewalt hatten ab 1961 auch die italienischen Behörden beigetragen. Neben Folterungen von verhafteten BAS-Aktivisten durch die Carabinieri, die von diesen Vergehen vor Gericht – im Gegensatz zu den führenden BAS-Aktivisten – großteils freigesprochen worden waren, wirkte auch bald der italienische Militärgeheimdienst SIFAR in Südtirol, um mit gewalttätigen Provokationen die politischen Spannungen zu verschärfen und dadurch die Verhandlungsposition der deutschen Südtiroler zu schwächen.
Sämtliche Gruppen, die im Zeitraum seit 1956 Bombenattentate als sogenannte „Südtirol-Aktivisten“ durchführten, verfolgten im Gegensatz zu den führenden Vertretern der SVP, aber auch zu sozialpolitisch engagierten Oppositionsparteien wie der 1966 gegründeten Sozialen Fortschrittspartei Südtirols (SFP) wie auch zu italienischen Vertretern in den Reihen christdemokratischer, sozialistischer und kommunistischer Parteien, nicht das Ziel, die rechtliche Umsetzung des Gruber-De-Gasperi-Abkommens zu erreichen. Sie versuchten mit Unterstützung ihrer Attentate, ein Herauslösen Südtirols aus Italien zu erwirken mit dem Ziel das Land mit Österreich wiederzuvereinen.

### Internationalisierung der Südtirolproblematik
Nach dem Abschluss des Österreichischen Staatsvertrags 1955 war Südtirol erneut zentrales Thema der Außenpolitik Österreichs geworden, sodass das Südtirol-Problem nach diversen erfolglosen Sondierungsgesprächen zwischen Rom und Wien auf Initiative des sozialdemokratischen Außenministers Österreichs, Bruno Kreisky, erstmals auf die Tagesordnung der UN-Vollversammlung gesetzt wurde. Mit der UN-Resolution 1497/XV vom 31. Oktober 1960 wurde festgestellt, dass der Pariser Vertrag für Italien bindend sei. Italien erklärte sich zwar zur besseren Durchführung des bestehenden Autonomiestatutes bereit, in der Praxis änderte dies jedoch vorerst wenig.
Die öffentlichkeitswirksamen Bombenanschläge des Befreiungsausschuss Südtirol führten ihrerseits zu einer Eskalation auf diplomatischem Parkett, die mit einem Veto Italiens zum EWG-Beitritt Österreichs ihren Höhepunkt erreichte. Die österreichische Bundesregierung forcierte daraufhin eine wiederholte Befassung der UNO-Generalversammlung mit der Südtirolfrage, welche die Resolution aus dem Jahr 1960 im Jahr 1961 bestätigte.
Parallel zu den laufenden Verhandlungen auf Ebene der Vereinten Nationen konstituierte sich am 1. September 1961 in Italien die parlamentarische 19er-Kommission (auch Neunzehnerkommission). Sie bestand aus elf Vertretern Italiens, sieben Vertretern der deutschsprachigen Südtiroler und einem Vertreter der Ladiner. Den Vorsitz hatte der Senator Paolo Rossi inne. Die Einrichtung dieser Kommission wurde zunächst als geeignete Maßnahme gesehen, Österreich von der Südtirol-Frage fernzuhalten (siehe Geschichte Südtirols). Die Arbeiten in der Kommission erwiesen sich jedoch als konstruktiv, zumal es den Mitgliedern gelang, einen stufenweisen Plan zur konkreten Umsetzung der Autonomie – das sogenannte Südtirol-Paket – auszuarbeiten, der sowohl für Österreich als auch für Italien und die Südtiroler akzeptabel sein sollte. Die Ergebnisse der Kommission wurden nach über drei Jahren Arbeit am 10. April 1964 dem damaligen italienischen Ministerpräsidenten Aldo Moro überreicht.
Am 16. Dezember 1964 trafen sich die sozialdemokratischen Außenminister Italiens und Österreichs, Saragat und Kreisky, auf einer Geheimkonferenz in Paris. Dabei wurden die Vorschläge der Neunzehnerkommission gutgeheißen, und man einigte sich grundsätzlich auf die Durchführung des Pakets. In der Folge sprach Kreisky am 8. Jänner 1965 in Innsbruck mit Vertretern aus Nord- und Südtirol und empfahl ihnen die Annahme des Pakets. Dies wurde jedoch bereits im Vorfeld des Treffens abgelehnt, ohne jedoch Kreisky darüber zu informieren. Kreisky zog sich daraufhin offiziell aus der Südtirolpolitik zurück.
Die Neunzehnerkommission sah in ihren Durchführungsvorschlägen auch vor, das Reformpaket international zu verankern. Während Italien dies kategorisch ablehnte, beharrte Österreich zunächst darauf, um der Forderung der SVP vom März 1967 gerecht zu werden. Die geheimen Verhandlungen über diesen Punkt zogen sich über Jahre hin, bis sich gegen Ende der 1960er Jahre ein Nachgeben Österreichs abzeichnete.
Am 13. Mai 1969 fand am Rande einer Ministerkonferenz des Europarates schließlich ein Treffen der beiden Außenminister Pietro Nenni und Kurt Waldheim statt. Dort einigte man sich erstmals über den Operationskalender. Operationskalender ist ein von italienischer Seite geprägter Begriff, der die Summe der Paketänderungen ohne die strittige internationale Einigung meint.

### Das Zweite Autonomiestatut
Vor seiner endgültigen Genehmigung musste das Autonomie-Paket von den Regierungen Südtirols, Italiens und Österreichs ratifiziert werden. Österreich wiederum machte seine Akzeptanz des Verhandlungsergebnisses von der Entscheidung der Landesversammlung der Südtiroler Volkspartei abhängig, die nach den letzten Landtagswahlen 1968 sämtliche deutschsprachigen Abgeordneten stellte. Im Oktober 1969 traf sich der Parteiausschuss der Südtiroler Volkspartei und empfahl der Landesversammlung mit 41 zu 23 Stimmen die Annahme des Operationskalenders. Diese Landesversammlung fand schließlich am 22. und 23. November 1969 im Meraner Kurhaus statt. Aus der ganzen Provinz trafen Delegierte ein, um an dieser später auch als „Paketschlacht“ bezeichneten Urabstimmung teilzunehmen. In einer flammenden Debatte wurde bis in die frühen Morgenstunden des 23. November diskutiert und schließlich die Durchführung des Operationskalenders beschlossen. Die Paketbefürworter um Silvius Magnago, Roland Riz und Friedl Volgger setzten sich mit 583 Stimmen gegenüber den Paketgegnern um Alfons Benedikter und Peter Brugger durch, die 492 Stimmen erreichten.
Wenige Tage später trafen sich am 30. November 1969 erneut Kurt Waldheim und Aldo Moro in Kopenhagen und beschlossen den Zeitplan zur Durchführung des Operationskalenders. Nur wenige Tage später – am 3. Dezember – wurde in einer formellen Abstimmung auch vom italienischen Parlament mit großer Mehrheit Zustimmung für das Paket signalisiert. Dem Antrag von Ministerpräsident Mariano Rumor stimmten 269 Abgeordnete zu, dagegen stimmten 26 und 88 Abgeordnete enthielten sich der Stimme. Daraufhin zog Italien am 8. Dezember das EWG-Veto gegen Österreich zurück.
Wesentlich umstrittener war die Abstimmung im österreichischen Nationalrat. Nach einer Wahlniederlage war die SPÖ bereits 1966 aus der Regierung ausgeschieden und in Opposition zur ÖVP geraten, die mit absoluter Mehrheit regierte. Entsprechend hatten sich auch die Fronten hinsichtlich der praktizierten Autonomiepolitik zwischen SPÖ und ÖVP verhärtet. Diese Entwicklung manifestierte sich zum einen in Südtirol selbst, wo parallel zum Rücktritt Kreiskys als Außenminister der SPÖ-nahe SVP-Politiker Egmont Jenny aus der ÖVP-nahen Südtiroler Volkspartei ausgeschlossen wurde, und mit Unterstützung Kreiskys daraufhin die Soziale Fortschrittspartei Südtirols ins Leben rief. Andererseits tendierte die SPÖ in Österreich dazu, die nunmehr alleinig unter ÖVP-Regie weitergeführten Autonomieverhandlungen nach Möglichkeit zu blockieren.
Am 15. Dezember 1969 brachte Bundeskanzler Klaus nach Abschluss der bilateralen Verhandlungen mit Italien die Abstimmung über die Annahme des Pakets vor den Nationalrat. Die SPÖ stellte daraufhin den Antrag, das gesamte Paket, vom Gruber-De Gasperi-Abkommen bis zum Operationskalender dem Internationalen Gerichtshof vorzulegen. Dieser Antrag wurde von der Regierungsmehrheit der ÖVP abgelehnt (83 Stimmen gegen 73 der SPÖ und 6 der FPÖ), und das Paket letztlich vom Nationalrat angenommen.
Das sog. Zweite Autonomiestatut wurde daraufhin in Italien am 10. November 1971 vom Parlament beschlossen und trat am 20. Jänner 1972 in Kraft. Die Bezeichnung Paket erhielt das Statut aufgrund der vielen enthaltenen Maßnahmen. Diese sollten ursprünglich innerhalb von zwei Jahren, also bis 1974, wirksam werden; tatsächlich aber dauerte es noch bis 1992 zur vollständigen Umsetzung. Am 30. Mai 1992 erklärte eine außerordentliche Landesversammlung der SVP die Umsetzung des Südtirol-Pakets mit großer Mehrheit (82,86 %) für erfüllt. Daraufhin zog Österreich seine Klage bei der UNO zurück (sog. Streitbeendigungserklärung bzw. Streitbeilegungserklärung).
Eine umfassende Novellierung in vielen Bereichen erfolgte durch das Verfassungsgesetz Nr. 2/2001; das Sonderstatut wird seitdem gelegentlich auch als „Drittes Autonomiestatut“ bezeichnet, wenn diese Benennung auch umstritten ist, da die Änderungen nicht mit dem Sprung vom Ersten Autonomiestatut auf das Zweite vergleichbar sind. Die Zusammenfassung der Verfassungsbestimmungen zur Regionalautonomie wurde mittels Einheitstext veröffentlicht. Im Zuge der Novellierung des V. Titels des II. Teils der italienischen Verfassung, welcher unter anderem die Gebietskörperschaften behandelt, wurden die sprachlichen Eigenheiten Südtirols, und damit auch dessen Autonomie, verfassungsrechtlich anerkannt. Art. 116 Abs. 1 der italienischen Verfassung erwähnt (im Originaltext) „Trentino-Alto Adige/Südtirol“ und „Aostatal/Vallée d'Aoste“ und erkennt an, dass diese Regionen über besondere Formen und Arten der Autonomie gemäß Sonderstatuten [verfügen], die mit Verfassungsgesetz genehmigt werden. Weitere durch das Verfassungsgesetz eingebrachte Änderungen betrafen die Rolle der ladinischen Sprachgruppe, die nun Zugang zu diversen Ämtern erhielt, die bis dahin der deutschen und italienischen Sprachgruppe vorbehalten gewesen waren (diverse auch nach 2001 bestehende Benachteiligungen der Ladiner wurden durch das Verfassungsgesetz Nr. 1/2017 bereinigt).
Obwohl das Autonomiestatut ein Gesetz in Verfassungsrang darstellt, bleiben die autonomen Spielräume Südtirols punktuell Änderungen unterworfen. Die von Politik und Rechtslehre erhofften föderalistischen Neuerungen durch die Verfassungsreform 2001 sind im Wesentlichen ausgeblieben; gewisse Teile der Autonomie wurden durch an die Reform anschließende Urteile des italienischen Verfassungsgerichts sogar beschränkt, was im Bereich „Gesetzgebung“ noch weiter ausgeführt wird. Diverse Zuständigkeiten wurden seit 1992 auch durch das Europarecht eingeschränkt. Umgekehrt erhielt Südtirol durch bilateral mit der italienischen Regierung ausgehandelte Durchführungsbestimmungen eine Reihe von Befugnissen, die ursprünglich im Autonomiestatut nicht vorgesehen waren.

## Das „Statut“

### Allgemeines
Das (Zweite) Sonderstatut für die Region Trentino-Südtirol (Statuto speciale per il Trentino-Alto Adige), umgangssprachlich einfach „Statut“ genannt, bildet den Kern der lokalen Autonomien. Wenn im Artikel in Folge vom „Statut“ (bzw. St.) gesprochen wird, ist immer das Sonderstatut nach den wesentlichen Änderungen von 1971/72 gemeint. Es besteht weiterhin in Form des Verfassungsgesetzes von 1948, welches 1971 und 1972 durch andere Verfassungsgesetze so geändert wurden, dass das Paket integriert wurden. Da es die rechtliche Basis aller Maßnahmen zum Schutz der deutschsprachigen und ladinischen Bevölkerung und zur Sicherung der Selbstverwaltung bildet, weist das Themengebiet naturgemäß starke Überschneidungen mit dem Verfassungsrecht der Italienischen Republik auf. Im Artikel werden deshalb vielerlei fachspezifische Begrifflichkeiten aus der Rechtslehre verwendet; diese werden allerdings auf ein nötiges beschränkt und gegebenenfalls umschrieben.
Der Verfassungsrang bedeutet, dass alle staatlichen, regionalen und provinziellen Akte, welche ihm wider handeln, vom Verfassungsgerichtshof als verfassungswidrig verworfen werden können. Es gelten besondere Verfahren für die Abänderung des Statutes; das es ändernde Verfassungsgesetz kann bspw. keiner Volksabstimmung (im Zuge derer das gesamte italienische Volk über die Autonomie abzustimmen hätte) unterworfen werden; eine mit absoluter Mehrheit der Mitglieder jeder Kammer verabschiedete Änderung ist also ausreichend. Ausnahmen bilden die Bestimmungen des VI. Abschnittes (Finanzbestimmungen) und des Artikels 13, welche auf einvernehmlichen Antrag der Regierung und, je nach Zuständigkeit, der Region oder der beiden Provinzen mit einfachem Staatsgesetz abgeändert werden können, ebenfalls die in den Artikeln 30 und 49 enthaltenen Bestimmungen über die Ablösung des Präsidenten des Regionalrates Trentino-Südtirol und desjenigen des Südtiroler Landtages können auf einvernehmlichen Antrag der Regierung und der Region beziehungsweise der Provinz Bozen.

### Durchführungsbestimmungen
Da sich das verabschiedete Paket im Verfassungsrang befindet (in der italienischen Rechtslehre superprimäre Quelle, fonte superprimaria) und es unüblich ist, Detailgesetzgebung darin vorzunehmen (Details können sich innerhalb von Monaten und Jahren ändern, es müsste jedes Mal der Weg der Verfassungsänderung beschritten werden), musste die Umsetzung klarerweise durch Normen geschehen, welche sich einen Rang tiefer befinden (primäre Quellen, fonti primarie). Den Provinzen mussten ihre Gesetzgebungsbefugnisse jedoch erst übertragen werden; die Region hatte nicht alle Befugnisse, welche für die Provinzen vorgesehen waren, inne. Somit musste die Durchführung des Statutes notwendigerweise durch Gesetze des Staates erfolgen. Dieser Weg hätte allerdings den Nachteil aufgewiesen, dass als sensibel erachtete Bereiche, besonders was die öffentlichen Ämter und die Regelungen bezüglich der deutschen und ladinischen Sprache anbelangt, der nachträglichen einfachgesetzlichen Änderung durch die Kammern unterworfen gewesen wäre.

#### Ursprung und Zustandekommen
Um den Verhandlungspartnern auf Seiten der Provinzen den Eindruck einer beständigen und nicht dem Ermessen (oder der Willkür) parlamentarischer Mehrheiten ausgelieferten Umsetzung zu vermitteln, wurde ein Instrument der staatlichen Gesetzgebung zweckentfremdet. Es handelt sich hier um das Gesetzesvertretende Dekret (decreto legislativo, D.lgs.), eine von der Regierung beschlossene Bestimmung mit Gesetzeskraft, welche zu den Akten mit Gesetzeskraft zählt. Auch die Sonderstatute der Regionen Friaul-Julisch Venetien, Sardinien und Sizilien, nicht aber das der Region Aostatal, werden mit diesem Instrument umgesetzt.
Gemäß Art. 76 ist für Erstellung, Beschluss und Erlass eines solchen Dekretes ein Auftrag des Parlamentes in Form eines Ermächtigungsgesetzes erforderlich; da die Ausübung der gesetzgebenden Gewalt durch die Regierung eine massive (und sich in der Vergangenheit auch als verheerend erwiesene) Durchbrechung des Prinzips der Gewaltenteilung bedeutet, geschieht hierdurch eine Rückbindung an den Willen der Kammern. Art. 76 ist jedoch nur als lex generalis, welche die allgemeine Übertragung der gesetzgeberischen Gewalt an die Regierung regelt, zu sehen. Gemäß der Regel lex specialis derogat legi generali wird im Art. 107 St., welcher sich auf derselben Rangebene wie die Verfassung selbst befindet, der Regierung eine Art „Dauerermächtigung“ zum Beschluss von Gesetzesvertretenden Dekreten erteilt. Die Durchführungsbestimmungen werden auch nach dem System der Akte mit Gesetzeskraft benannt; sie trugen also bis 1988 (als es zu einer Reform der Benennungen kam) die amtliche Bezeichnung „Dekret des Präsidenten der Republik“ (Decreto del Presidente della Repubblica, D.P.R.). Nach 1988 folgte die Bezeichnung „Gesetzesvertretendes Dekret“ (GvD), teilweise auch „Legislativdekret“ (LD).
Nicht nur durch die Art der Ermächtigung, sondern auch die Ausarbeitung unterscheiden sich die Durchführungsbestimmungen von den restlichen gesetzesvertretenden Dekreten: Für ihren Erlass ist eine vorherige Stellungnahme spezieller Kommissionen notwendig, welche in dem Sinne paritätisch besetzt sind, als dass sie in gleichem Maße von Vertretern des Staates sowie der Region und der Provinzen zusammengesetzt werden.
- Die sog. „12er-Kommission“ (bzw. „Zwölfer-Kommission“) ist allgemein für den Erlass der Durchführungsbestimmungen zu konsultieren. Sie besteht aus zwölf Mitgliedern: Sechs davon werden von der italienischen Regierung ernannt, jeweils zwei Vertreter vom Südtiroler Landtag, vom Trentiner Landtag und vom Regionalrat Trentino-Südtirol. Drei der Mitglieder haben deutscher Muttersprache zu sein.
- Die sog. „6er-Kommission“ (bzw. „Sechser-Kommission“) ist ein innerhalb der 12er-Kommission gebildeter Sonderausschuss. Für Durchführungsbestimmungen, welche sich auf die der Provinz Bozen zuerkannten Sachbereiche beziehen, ist diese Kommission zuständig. Drei der sechs Vertreter werden von der italienischen Regierung entsandt, zwei vom Südtiroler Landtag gewählt und einer vom Regionalrat Trentino-Südtirol; einer der Vertreter des Staates hat deutscher Muttersprache zu sein, einer des Landtages italienischer. Diese Kommission ist also sogar doppelt paritätisch besetzt, in gleicher Vertretung der beteiligten Gebietskörperschaften und Sprachgruppen.

Um für eine rasche Umsetzung der Autonomie zu sorgen, wurde den Kommissionen in Art. 108 Abs. 2 St. die Pflicht auferlegt, innerhalb von achtzehn Monaten nach dem 10. November 1972 (Inkrafttreten des Verfassungsgesetzes 1/1971) ihre Stellungnahme zumindest teilweise abzugeben. Sollte dies nicht erfolgen, sei die Regierung befugt, innerhalb der nächsten sechs Monate die Bestimmungen ohne Mitwirkung der Kommissionen zu erlassen. In der Praxis wurde diese Regelung übergangen; sie hätte nämlich bedeutet, die Autonomie nicht oder ohne Beteiligung der eigentlich zu schützenden sprachlichen Minderheiten umzusetzen, was indiskutabel war. Der Verfassungsgerichtshof hat sich dieser Auffassung angeschlossen und sieht die vorgesehenen zwei Jahre nicht als Fallfrist. Durchführungsbestimmungen dürfen somit solange erlassen werden, als dass es für die Umsetzung der Autonomie notwendig ist. Da sich die Gegebenheiten der nationalen und der EU-Ebene immer wieder ändern und die Autonomie immer wieder angepasst werden muss, wird dies auch weiterhin geschehen.

#### Art und Natur der Durchführungsbestimmungen
Die Funktion der Durchführungsbestimmung ist nicht die Wiederholung der statutarischen Bestimmungen, sondern deren Umsetzung und Ergänzung. Sie dürfen also auch Bestimmungen enthalten, welche so im Statut nicht vorgesehen werden, sofern sie sprachlich, inhaltlich und logisch dem Statut entsprechen. Sie dürfen aber keinesfalls dem Statut widersprechen; dies brächte die Verfassungswidrigkeit mit sich.
Durchführungsbestimmungen regeln ein klar abgegrenztes Kompetenzfeld, nämlich die Umsetzung des Sonderstatutes. Demzufolge haben sie aufgrund erhöhte Bestandskraft gegenüber allen anderen sonstigen Rechtsakten, also auch vor Staatsgesetzen (aber auch vor denen des Landes). Sie werden teilweise als „Bestimmungen mit verstärkter Gesetzeskraft“ bezeichnet, wobei dies eine unscharfe Bezeichnung ist; sie befinden sich nicht oberhalb der normalen primären Rangebene, sondern sind lediglich mit definierter Regelungskompetenz ausgestattet. Schon gar nicht ergibt sich ein Verfassungsrang der Durchführungsbestimmungen; allerdings verwendet der Verfassungsgerichtshof zur Überprüfung der Vereinbarkeit einer Gesetzesbestimmung die einschlägigen Durchführungsbestimmungen als „zwischengeschaltete Norm“ (norma interposta); eine Verfassungswidrigkeit eines Staats-, Regional- oder Landesgesetzes ergibt sich also schon alleine dadurch, als dass sie den Durchführungsbestimmungen widerspricht.
Auch eine Verletzung der Einbeziehung der paritätischen Kommissionen zieht die Verfassungswidrigkeit nach sich. (Ein) Beispiel bildet die Durchführungsbestimmung GvD Nr. 291/1993: Die Regierung hatte die Worte „nach Einvernehmen mit zwischen Staat und Autonomen Provinzen“ durch „nach Befragung der Autonomen Provinzen“ ersetzt, ohne die Zustimmung der 6er-Kommission einzuholen. Da ein wesentlicher Unterschied zwischen „Einvernehmen“ und „Befragung“ liegt, wurde hier nicht nur eine kosmetische, sondern eine gewichtige Änderung vorgenommen; der Verfassungsgerichtshof hat den Artikel 2 der betreffenden Norm, welcher dies enthält, sogleich für verfassungswidrig erklärt.

### Liste der Durchführungsbestimmungen
Die Liste enthält eine Auswahl der wichtigsten Durchführungsbestimmungen und ist nicht als abschließend zu betrachten.
Gegenstand / Jahr:
- Almwirtschaft / 1974
- Arbeitsinspektorat / 1980
- Arbeitsvermittlung / 1974
- Ausrichtungs- und Koordinierungsbefugnis / 1992
- Banner und Wappen des Landes / 1983
- Gesetzgebungsbefugnisse / 1972
- Berufsertüchtigung und Berufsausbildung / 1973
- Elektrische Energie / 1977
- Finanzen / 1975, 1989 und 1992
- Friedensrichter / 1992
- Geförderter Wohnbau / 1974
- Gemeinden / 1975
- Gesundheitswesen / 1975
- Grund- und Gebäudekataster / 1983
- Grund- und Sekundarschule / 1983
- Grundbuch- und Katasterwesen / 1978
- Handel, Handwerk, und die Handels-, Industrie-, Handwerks- und Landwirtschaftskammer / 1978
- Katastrophenhilfe (Zivilschutz) / 1978
- Kommunikations- und Transportwesen / 1987
- Landeshauptmann / 1973
- Landesraumordnungsplan / 1974
- Landwirtschaft / 1974
- Örtliche Sitten und Gebräuche (Kultur) / 1973
- Rundfunk und Fernsehen / 1973
- Sozialfürsorge / 1978
- Sprachgebrauch / 1988
- Straßenwesen / 1974
- Zweisprachigkeit / 1976

### Verfassungsgerichtlicher Schutz
Das Land Südtirol ist befugt, Gesetze des Staates und der anderen Regionen beim Verfassungsgerichtshof anzufechten, wenn diese seinen Zuständigkeitsbereich verletzen, und immer dann, wenn gegen den Grundsatz des Schutzes der deutschsprachigen und ladinischen Minderheit verstoßen wird.
Das Sonderstatut sieht zudem einen unmittelbaren Schutz der einzelnen Sprachgruppen vor. Wenn ein Gesetzesvorschlag die Gleichheit der Bürger verschiedener Sprachgruppen verletzt, so kann die Mehrheit der Abgeordneten einer Sprachgruppe im Regionalrat oder im Südtiroler Landtag die Abstimmung nach Sprachgruppen verlangen. Wird diesem Antrag nicht zugestimmt oder wird der Gesetzesvorschlag trotz der Gegenstimme von zwei Dritteln der Abgeordneten jener Sprachgruppe beschlossen, die den Antrag gestellt hat, so kann die Mehrheit dieser Sprachgruppe das Gesetz innerhalb von dreißig Tagen nach seiner Kundmachung beim Verfassungsgerichtshof anfechten.
Werden die Zuständigkeitsbereiche des Landes durch Verwaltungsmaßnahmen bzw. politische Akte anderer Regionen, Provinzen oder des Staates beeinträchtigt, steht dem Land wie den Regionen die Erhebung eines Befugniskonfliktes zu, welcher zu einer Entscheidung durch den Verfassungsgerichtshof führt.

## Gesetzgebungsautonomie

### Typen der Gesetzgebungsbefugnisse
Zum Zeitpunkt der Aushandlung des Statutes gab es in Italien (bzw. gibt es immer noch) lediglich zwei Arten von Gebietskörperschaften, welche Bestimmungen im Gesetzesrang erlassen konnten: den Staat selbst sowie die Regionen. Letztere wurden erst nach dem Zweiten Weltkrieg gebildet und sollten die Republik „dezentraler“ gestalten und es der lokalen Bevölkerung ermöglichen, durch die Wahl eigener Regionalparlamente gewisse Sachgebiete selbst gesetzlich zu regeln. Einerseits wurde dies relativ langsam umgesetzt; erst in den 1970er Jahren wurden die Regionen mit substantiellen Befugnissen ausgestattet. Andererseits waren den Gesetzgebungsbefugnissen von vorneherein starke Schranken auferlegt. Bis zur Reform 2001 sprach Artikel 117 davon, dass die Regionen für die im Folgenden aufgezählten Bereiche Gesetzesbestimmungen erlassen dürfe; allerdings müssten diese im Rahmen der staatsgesetzlich festgelegten Grundsätze bleiben, das sog. „nationale“ oder „staatliche“ Interesse und das anderer Regionen dürfe nicht verletzt werden. Neben der Kompetenz zur Ordnung der eigenen Verwaltung waren die Kompetenzen vor allem jene, welche von lokaler Bedeutung waren, wie Messen und Märkte, Raumordnung, Fremdenverkehr, Gastgewerbe, Jagd und Fischerei, Landwirtschaft etc.
Bei der Ausgestaltung der Autonomie wurden neue Konzepte entwickelt, wie die Aufteilung der Gesetzgebungsbefugnis geschehen könne. Zur Anwendung kam dabei ein System „abgestufter“ Gesetzgebungskompetenzen, welches sowohl für Regional- als auch Provinzkompetenzen gilt.
- Primäre Befugnisse finden ihre Schranken gemäß Art. 4 St. in der Verfassung und in den Grundsätzen der Rechtsordnung (wobei dies als Einheit betrachtet wird), in der Achtung der internationalen Verpflichtungen (worunter auch die damaligen europäischen Gemeinschaften fallen), den grundlegenden Bestimmungen der wirtschaftlich-sozialen Reformen der Republik (ein relativ dehnbarer Begriff, welcher letztendlich der Judikatur des Verfassungsgerichtes unterlegt) und dem nationalen Interesse (zu welchem allerdings der Minderheitenschutz zählt). Trotz der diversen Schranken war, zumindest bis zur Verfassungsreform 2001, welche in diesem Bereiche einiges an Unklarheit erzeugt hat, die Regelungsbefugnis relativ groß.
- Sekundäre Befugnisse sind durch die Schranken limitiert, welche für die primären gelten; zusätzlich können sie auch durch die in Staatsgesetzen festgelegten Grundsätze beschränkt werden. In diesem Bereich ergibt sich also ein weiter beschränkter Spielraum.
- Tertiäre Befugnisse gestatten es, die staatlichen Gesetze lediglich zu ergänzen.
- Delegierte Befugnisse werden den Provinzen übertragen, wobei lediglich die Möglichkeit dazu statutarisch verankert ist, aber nicht die genauen Sachgebiete. Staat (nach Art. 17 St.) oder Region haben jederzeit die Möglichkeit, diese Befugnisse rückzuübertragen (was von der Region allerdings kaum zu befürchten ist). Für die Provinz ergibt sich allerdings ein höheres Maß an Sicherheit, falls die Übertragung durch Durchführungsbestimmung erfolgt

Die Gesetze werden entweder vom Regionalrat oder von den Landtagen beschlossen und im Amtsblatt der Region (Bollettino Ufficiale della Regione) bekanntgegeben. Wie Staatsgesetze treten sie am fünfzehnten Tage nach Verkündigung in Kraft, sofern nicht dem abweichend bestimmt wird.

### Neuere Entwicklungen
Im Zuge der Verfassungsreform 2001 wurde dieses System zur Neuregelung der Kompetenzverteilung zwischen Staat und Regionen adaptiert. Der neugefasste Artikel 117 spricht in Absatz 2 von ausschließlichen Kompetenzen des Staates, in Absatz 3 von Sachgebieten der „konkurrierenden Gesetzgebung“ (nicht zu verwechseln mit jener in der Bundesrepublik Deutschland), in welchem dem Staat die Regelung der wesentlichen Grundsätze, den Regionen aber die Detailgesetzgebung zusteht. Alle anderen Sachgebiete fallen in die Kompetenz der Regionen. Durch diese Verfassungsreform entstand eine weitere, jedoch bei weitem nicht so klar umrissene Kategorie an Befugnissen: die Residualbefugnisse.
Residualbefugnisse sind alle Sachgebiete, welche weder ausdrücklich dem Staat zustehen, noch von Staat und Region konkurrierend ausgeübt werden. Sie fallen prinzipiell in die Befugnis der Region. Durch Artikel 10 des Verfassungsgesetzes 3/2001 wurde garantiert, dass „bis zur Anpassung der jeweiligen Statuten […] die Bestimmungen dieses Verfassungsgesetzes auch in den Regionen mit Sonderstatut und in den Autonomen Provinzen Trient und Bozen Anwendung [finden], und zwar für die Teile, in denen Formen der Autonomie vorgesehen sind, welche über die bereits zuerkannten hinausgehen.“ Damit fallen die Residualbefugnisse in den Bereich der Gesetzgebung der Provinz. Für sie gelten die neuen Schranken des Artikel 117 Abs. 1 Verf., nämlich die Verfassung selbst sowie die Verpflichtungen aus der gemeinschaftlichen Rechtsordnung (EU) und aus den internationalen Verträgen Italiens. Diese Schranken nehmen sich um einiges geringer aus als die, welche für die statutarischen Befugnisse der Autonomen Provinzen gelten. Theoretisch hätte der begünstigende Artikel 10 des Verfassungsgesetzes diese neuen Schranken auch für diese einführen sollen; die Judikatur des Verfassungsgerichtshofes hat aber bestätigt, dass für die statutarischen Befugnisse weiterhin die statutarischen Schranken gelten. Im Gefolge der Verfassungsreform 2001 und einer zunehmen autonomiefeindlichen Judikatur des Verfassungsgerichtshofes wurde die Kategorie der sog. Querschnittsbefugnisse (competenze trasversali) errichtet. Überschneiden sich ausschließliche Gesetzgebungsbefugnisse des Staates (z. B. Wettbewerbsschutz) mit Residualzuständigkeiten der Regionen (z. B. Handel) kann der Staat, falls das Bedürfnis nach einer staatsweit einheitlichen Ausübung besteht, diese Befugnis an sich ziehen. Bestätigt im Falle der folgenden direkten Verfassungsbeschwerde (welche die betroffenen Regionen und Autonomen Provinzen einzureichen befugt sind) der Verfassungsgerichtshof diese Argumentation, geht die Kompetenz auf diesen Fälle in die Sphäre des Staates über.

Eine weitere, durch das Verfassungsgesetz 3/2001 eingeführte Bestimmung, betrifft die sogenannte Ersetzungsbefugnis. Sie findet sich in Artikel 120 Abs. 2.
„Die Regierung ist – ohne Rücksicht auf die Gebietsgrenzen der lokalen Regierungen – befugt, bei Nichtbeachtung internationaler Bestimmungen und Abkommen oder der EU-Bestimmungen oder bei großer Gefahr für die öffentliche Ordnung und Sicherheit für Organe der Regionen, der Großstädte mit besonderem Status, der Provinzen und der Gemeinden zu handeln, sowie wenn es für den Schutz der Rechts- oder Wirtschaftseinheit und insbesondere für den Schutz der wesentlichen Dienstleistungen betreffend die Bürger- und Sozialrechte erforderlich ist. Das Gesetz legt die Verfahren zur Gewährleistung dafür fest, daß die Ersetzungsbefugnis unter Berücksichtigung des Subsidiaritätsprinzips und des Prinzips der loyalen Zusammenarbeit ausgeübt wird.“
Im Statut wird der Landtag ausdrücklich als Organ der Autonomen Provinzen genannt. Da sich der Staat in oben beschriebenen Situationen anstatt dessen einsetzen könnte, könnte er auch die Gesetzgebungsbefugnis an sich ziehen. Dies wäre noch in einem konkreten Falle vor dem Verfassungsgerichtshof zu klären. Unklar ist auch, ob oben genannter Artikel 10 des Gesetzes, dem zufolge die Bestimmungen nur anzuwenden sind, wenn sie weitere Formen der Autonomie vorsehen, dies nicht ausdrücklich verbietet.
Mit dem Begriff „loyale Zusammenarbeit“ würde zwar in erster Linie eine wechselseitig gleichberechtigte Loyalität verbunden; allerdings hat es sich herausgestellt, dass prinzipiell die unteren Gebietskörperschaften loyal zum Staat zu stehen haben.
Im Folgenden findet sich eine Liste der Gesetzgebungszuständigkeiten der Autonomen Provinzen, unbeachtet der Residualzuständigkeiten.

### Primäre Gesetzgebung

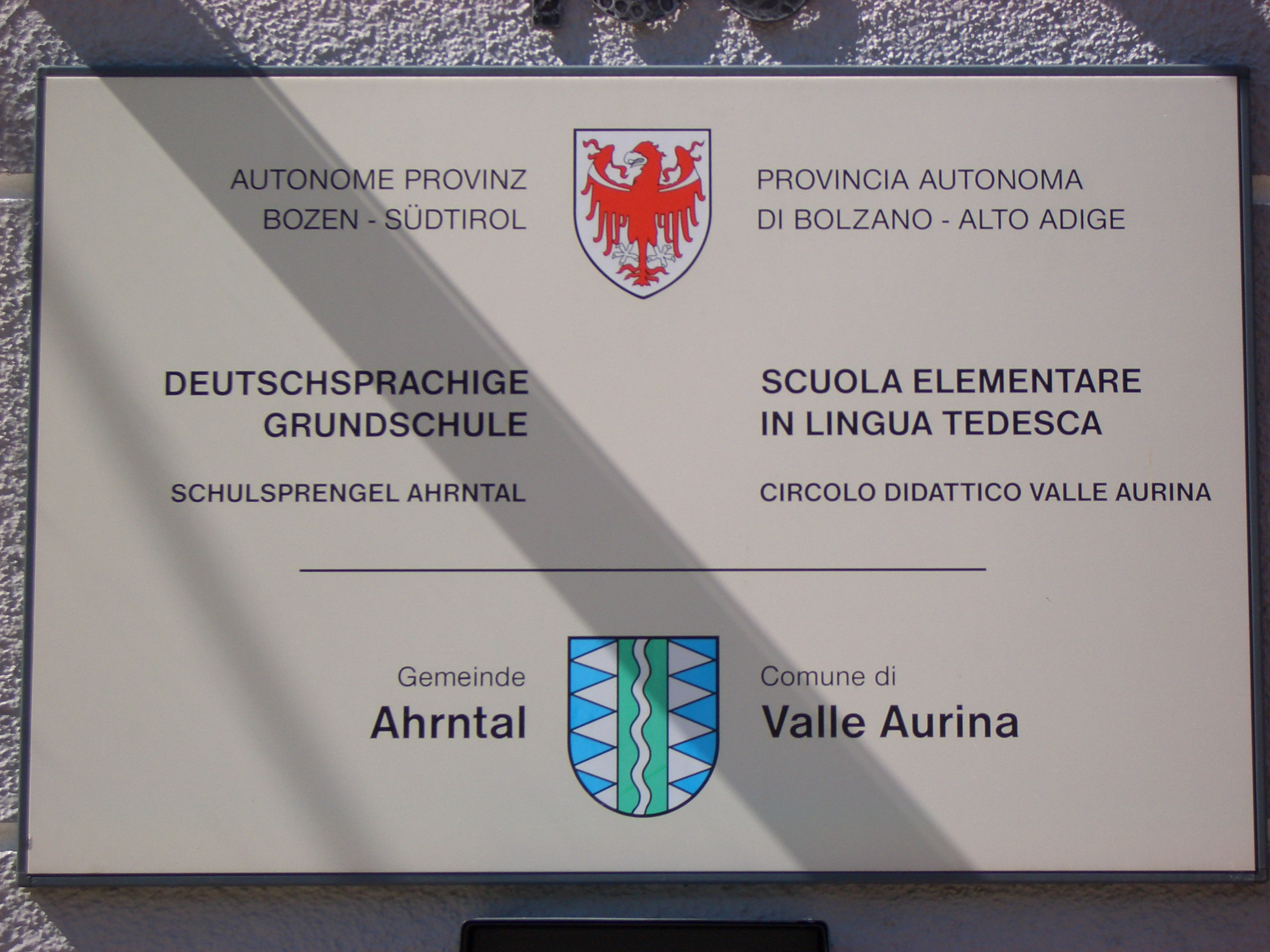
Deutschsprachige Grundschule (Gemeinde Ahrntal)

1. Ordnung der Landesämter und des zugeordneten Personals;
2. Ortsnamengebung, mit der Verpflichtung zur Zweisprachigkeit im Gebiet der Provinz Bozen;
3. Schutz und Pflege der geschichtlichen, künstlerischen und volklichen Werte;
4. örtliche Sitten und Bräuche sowie kulturelle Einrichtungen (Bibliotheken, Akademien, Institute, Museen) provinzialen Charakters; örtliche künstlerische, kulturelle und bildende Veranstaltungen und Tätigkeiten; in der Provinz Bozen können hierfür auch Hörfunk und Fernsehen verwendet werden, unter Ausschluss der Befugnis zur Errichtung von Hörfunk- und Fernsehstationen;
5. Raumordnung und Bauleitpläne;
6. Landschaftsschutz;
7. Gemeinnutzungsrechte;
8. Ordnung der Mindestkultureinheiten, auch in Bezug auf die Anwendung des Artikels 847 des Bürgerlichen Gesetzbuches; Ordnung der geschlossenen Höfe und der auf alten Satzungen oder Gepflogenheiten beruhenden Familiengemeinschaften;
9. Handwerk;
10. geförderter Wohnbau, der ganz oder teilweise öffentlich-rechtlich finanziert ist; dazu gehören auch die Begünstigungen für den Bau von Volkswohnhäusern in Katastrophengebieten sowie die Tätigkeit, die Körperschaften außerprovinzialer Art mit öffentlich-rechtlichen Finanzierungen in den Provinzen entfalten;
11. Binnenhäfen;
12. Messen und Märkte;
13. Maßnahmen zur Katastrophenvorbeugung und -soforthilfe;
14. Bergbau, einschließlich der Mineral- und Thermalwässer, Steinbrüche und Gruben sowie Torfstiche;
15. Jagd und Fischerei;
16. Almwirtschaft sowie Pflanzen- und Tierschutzparke;
17. Straßenwesen, Wasserleitungen und öffentliche Arbeiten im Interessenbereich der Provinz;
18. Kommunikations- und Transportwesen im Interessenbereich der Provinz einschließlich der technischen Vorschriften für Seilbahnanlagen und ihren Betrieb;
19. Übernahme öffentlicher Dienste in Eigenverwaltung und deren Wahrnehmung durch Sonderbetriebe;
20. Fremdenverkehr und Gastgewerbe einschließlich der Führer, der Bergträger, der Schilehrer und der Schischulen;
21. Landwirtschaft, Forstwirtschaft und Forstpersonal, Vieh- und Fischbestand, Pflanzenschutzanstalten, landwirtschaftliche Konsortien und landwirtschaftliche Versuchsanstalten, Hagelabwehr, Bodenverbesserung;
22. Enteignungen aus Gründen der Gemeinnützigkeit in allen Bereichen von Landeszuständigkeit;
23. Errichtung und Tätigkeit von Gemeinde- und Landeskommissionen zur Betreuung und Beratung der Arbeiter auf dem Gebiete der Arbeitsvermittlung;
24. Wasserbauten der dritten, vierten und fünften Kategorie;
25. öffentliche Fürsorge und Wohlfahrt;
26. Kindergärten;
27. Schulfürsorge für jene Zweige des Unterrichtswesens, für die der Provinz Gesetzgebungsbefugnis zusteht;
28. Schulbau;
29. Berufsertüchtigung und Berufsausbildung.

### Sekundäre Gesetzgebung
1. Ortspolizei in Stadt und Land;
2. Unterricht an Grund- und Sekundarschulen (Mittelschulen, humanistische Gymnasien, Realgymnasien, pädagogische Bildungsanstalten, Fachoberschulen, Fachlehranstalten und Kunstschulen);
3. Handel;
4. Lehrlingswesen; Arbeitsbücher; Kategorien und Berufsbezeichnungen der Arbeiter;
5. Errichtung und Tätigkeit von Gemeinde- und Landeskommissionen zur Kontrolle der Arbeitsvermittlung;
6. öffentliche Vorführungen, soweit es die öffentliche Sicherheit betrifft;
7. öffentliche Betriebe, unbeschadet der durch Staatsgesetze vorgeschriebenen subjektiven Erfordernisse zur Erlangung der Lizenzen, der Aufsichtsbefugnisse des Staates zur Gewährleistung der öffentlichen Sicherheit und des Rechts des Innenministeriums, im Sinne der staatlichen Gesetzgebung die auf diesem Gebiete getroffenen Verfügungen, auch wenn sie endgültig sind, von Amts wegen aufzuheben. Die Regelung der ordentlichen Beschwerden gegen die genannten Verfügungen erfolgt im Rahmen der Landesautonomie;
8. Förderung der Industrieproduktion;
9. Nutzung der öffentlichen Gewässer, mit Ausnahme der Großableitungen zur Erzeugung elektrischer Energie;
10. Hygiene und Gesundheitswesen, einschließlich der Gesundheits- und Krankenhausfürsorge;
11. Sport und Freizeitgestaltung mit den entsprechenden Anlagen und Einrichtungen.

### Tertiäre und delegierte Befugnisse
Die tertiären Befugnisse nehmen sich sehr gering aus. Die Provinzen können ergänzende Bestimmungen auf dem Gebiet der Arbeitsvermittlung und -zuweisung vornehmen.
Im Zuge der 1990er Jahre, in denen es auf gesamtstaatlicher Ebene einerseits zu politischen Umwälzungen kam und andererseits die wankende Finanzgebarung des Staates unübersehbar wurde, erhielt das Instrument der Delegierungen Aufschwung. Die Autonomen Provinzen hatten angeboten, anstatt einer drohenden Kürzung ihrer Finanzierung (welche vom Staat abhängt und von diesem mittels Gesetz geändert werden kann, siehe dazu weiter unten) Zuständigkeiten zu übernehmen, für deren Finanzierung sie dann (wenigstens zum großen Teil) selbst aufkommen würden. Es wurden primär Verwaltungsbefugnisse übertragen (nicht der Beschluss eines Gesetzes schlägt sich sehbar im Haushalt nieder, sondern dessen Vollzug durch die Verwaltung), allerdings ist es punktuell auch zur Übertragung von Gesetzgebungsbefugnissen gekommen. Dies betrifft den Bereich der Transportkonzessionen, die Ämter der Zivilmotorisierung (beides im Jahr 1995), Regelungen im Bereich der medizinischen Notdienste und die Funktionen im Bereich der ordentlichen und außerordentlichen Instandhaltung der Staatsstraßen auf dem Gebiet der beiden Provinzen (beides im Jahr 1995). Letzteres wurde mittels Durchführungsbestimmung übertragen, um die Gesetzgebungskompetenz zuzuweisen. Dies hat zum Schlagwort der „dynamischen Autonomie“ geführt, da das Land bei der Verabschiedung dieser Bestimmung durch die 6er- und 12er-Kommissionen beteiligt ist und diese Delegierungen durch die besondere Natur der Durchführungsbestimmungen nicht willkürlich rückgängig gemacht werden kann.

## Verwaltungsautonomie

### Begründung der Verwaltungsautonomie
Neben den Befugnissen zur eigenständigen Normsetzung ist die Möglichkeit zur selbstständigen Vollziehung und Umsetzung derselben ein weiterer Maßstab für die Reichweite der Autonomie. Könnte eine autonome Körperschaft lediglich abweichende Regelungen treffen, aber müsste deren Umsetzung weiterhin der zentralstaatlichen Instanz überlassen werden, könnte dies einige Probleme bei der Umsetzung erzeugen: Entweder hätten staatliche Organe nicht den Überblick über die autonomen Regelungen, oder es könnte ein Prozess des „absichtlichen Schleifenlassens“ geschehen. Außerdem würde die Identifikation der ansässigen Bevölkerung mit ihrem „Land“ leiden, wenn autonome Normen trotzdem durch staatliche Organe vollzogen werden würden.

### Sachbereiche
Im Sinne des sogenannten „Parallelismus“ können gemäß Art. 15 St. die lokalen Gebietskörperschaften die Verwaltungsaufgaben auf den Sachbereichen wahrnehmen, in dem sie auch die Zuständigkeit zur Gesetzgebung haben. Dies bildet die Grundlage für die Errichtung einer umfassenden Landesverwaltung in den Provinzen, da diese bedeutende Gesetzgebungsbefugnisse haben. Es finden sich überdies weitere vereinzelte Bestimmung zur Verwaltung. So hat die Region, welche für die gesetzliche Regelung der Feuerwehrdienste zuständig ist, die entsprechenden Verwaltungsbefugnisse verpflichtend auf die Provinzen zu übertragen.
Im Gefolge der Verfassungsreform von 2001 wurde auch die Aufteilung der Verwaltungsbefugnisse zwischen den einzelnen Gebietskörperschaften der Republik neu geregelt.
Die verfassungsrechtliche Verteilung der Sachgebiete wurde umgedreht; fortan werden nicht mehr die Befugnisse der Regionen aufgelistet, sondern jene des Staates bzw. der konkurrierenden Gesetzgebung; der Rest falle in die Sphäre der Regionen (sog. Residualkompetenzen, also verbleibende Kompetenzen). Was diese Regelung für die Autonomen Provinzen bedeutet, ist auch sechzehn Jahre (2017) nach der Reform nicht abschließend geklärt. Jedenfalls gehen Gesetzgebung und Verwaltung der Residualbefugnisse nicht mehr Hand in Hand.
Gemäß Art. 118 1. Halbsatz Verf. sind nun die Gemeinden grundsätzlich die Träger der Verwaltung. Dies hatte wohl nicht den Sinn, die Regionen zu entmachten, sondern eher den, die Verwaltung im Sinne des Subsidiaritätsprinzips näher an den einzelnen Bürger zu tragen. Trotzdem ist der Grundsatz des „alten“ Artikels 118, dem nach der Parallelismus auch für die Regionen gelte, abgeschafft worden. Somit haben die Regionen bzw. die Autonomen Provinzen Einschnitte in ihrer Verwaltungsbefugnis hinnehmen müssen. Für die lokalen Verwaltungen ist der zweite Halbsatz des erwähnten Artikels problematisch; demnach können die Verwaltungsbefugnisse den anderen Gebietskörperschaften zugewiesen werden, insoweit deren einheitliche Ausübung auf Provinz-, Regional oder Staatsebene notwendig ist. Diese Bestimmung ist in den vergangenen Jahren häufig angeführt worden, um Eingriffe des Staates in die unteren Verwaltungsebenen zu rechtfertigen, wobei der Verfassungsgerichtshof im Zuge der alsbald erhobenen Befugniskonflikte eher der Argumentation der Staatsadvokatur stattgab.
Zumindest aber wurde, auch durch den Verfassungsgerichtshof, bestätigt, dass der Parallelismus auf den Sachgebieten der herkömmlichen statutarisch garantierten Kompetenzen weiterhin der Region bzw. den Ländern weiterhin Bestand hat. Die Verordnungsgewalt steht weiterhin den Regionen zu, zumindest in allen Bereichen, welche nicht von Art. 118 Abs. 2 (ausschließliche Gesetzgebungsgewalt des Staates) gedeckt werden; der Region bzw. den Autonomen Provinzen steht weiterhin diese Gewalt überall dort zu, wo sie gesetzgeberische Gewalt besitzen.

### Zuständige Organe
An der Spitze der regionalen bzw. provinzialen Verwaltung (Exekutive) steht der Regionalpräsident (Presidente della Regione) bzw. der Landeshauptmann (Presidente della Provincia). Er steht an der Spitze der jeweiligen lokalen „Regierung“; ihm steht die Aufteilung der Aufgaben in der Regionalregierung (Giunta regionale) bzw. der Landesregierung (Giunta provinciale) zu. Außerdem sind ihm einige besondere Aufgaben im Bereich der öffentlichen Sicherheit übertragen, welche sonst dem Innenministerium zustehen; er kann sich hierfür auch der Polizei, welche in Italien (abgesehen von der Ortspolizei) alleine dem Staat untersteht, bedienen.
Diese haben Zuständigkeiten für die Verwaltung der Bereiche regionalen bzw. provinzialen Interesses, der Verwaltung des Vermögens der Region bzw. des Landes sowie für die Wahrnehmung aller sonstigen Befugnisse, welche durch Gesetz oder Statut zuerkannt werden (z. B. delegierte Verwaltungsbefugnisse). Die Zuständigkeiten der Landesverwaltungen sind dabei in einigen Punkten erweitert. Ebenfalls haben sie Möglichkeit zur Normsetzung; sie können Durchführungsverordnungen zu den Regional- bzw. Landesgesetzen beschließen, welche dann vom Regionalpräsidenten bzw. Landeshauptmann erlassen werden.

## Finanzielle Ausstattung der Autonomie

### Bedeutung der finanziellen Ausstattung
Ein wesentlicher Bestandteil einer jeden Autonomie, ihrer Sicherung, ihrer Umsetzung und ihres Ausbaues, ist die finanzielle Ausstattung. Wie oben angeführt, hat Gesetzgebungsbefugnis nur dann ihre volle Bedeutung, wenn Verwaltungsbefugnis einherfließt; Verwaltungsbefugnis hat ebenfalls nur ihre volle Bedeutung, wenn sie durch finanzielle Mittel gedeckt werden kann. Besonders im Bereich der Südtiroler Autonomie hätte eine unzureichende finanzielle Ausstattung die Folge, dass die Chancen der deutsch- und ladinischsprachigen Minderheit, ihre Besonderheit zu erhalten und weiterzuentwickeln, ins Hintertreffen geräte.
Die Regionen bzw. die Autonomen Provinzen haben ungleich der Ausgabenseite keinerlei Möglichkeit, eine eigene Politik auf der Einnahmenseite zu betreiben, abgesehen von kleineren lokalen Zuschlägen auf gesamtstaatliche Steuern sowie für öffentliche Dienste zu entrichtende Gebühren. Sie sind also darauf angewiesen, vom Finanzministerium mit ausreichenden Mitteln versorgt zu werden. Ursprung und Höhe der Zuweisungen sind also Verhandlungen zwischen den lokalen und der gesamtstaatlichen Behörden unterworfen.

### Regelungen im Autonomiestatut
Die Zuweisung von Finanzmitteln wird VI. Abschnitt (Art 69-86) des Sonderstatutes geregelt. Grundsätzlich werden den Regionen bzw. den Provinzen Anteile an diversen staatlichen Steuern zugestanden. Abschnitt IV weist dabei eine Besonderheit auf; nämlich kann er, gemäß Art. 104 Abs. 1 des Sonderstatutes, obwohl er selbst im Verfassungsrang steht, durch Staatsgesetz abgeändert werden, wobei dies auf einen einvernehmlichen Antrag der Regierung und der Region bzw. Provinz erfolgen muss. Diese relativ einfache Revidierbarkeit hat den Sinn, eine Finanzregelung nicht dauerhaft festzuschreiben. Durch Inflation, Wegfall oder schwindende Ertragskraft von Steuern oder außerordentliche Bedürfnisse kann innerhalb kurzer Zeit Bedarf für eine Neuregelung entstehen. Üblicherweise würde für die Änderung des Statutes die Prozedur der Verfassungsänderung erforderlich; da diese jedoch mindestens drei Monate dauert, kann es zu Finanzierungsengpässen oder fehlgeleiteter Zuweisung kommen. Die Abänderbarkeit durch Staatsgesetz ist also durchaus von Vorteil für die Autonomen Provinzen; eine Festschreibung der Finanzierungsquellen im Verfassungsrang wäre wenig praktikabel und nur in sehr komplexer Weise möglich, was wiederum Unklarheiten erzeugen würde.
Die Zuweisungen seitens des Staates lassen sich in eine fixe und eine variable Quote (welche exklusiv den Autonomen Provinzen angedacht ist) unterteilen. Die fixe Quote besteht aus einem festgelegten Anteil am örtlichen Aufkommen bestimmter Steuern; die variable Quote ist alljährlich zwischen der Regierung und den jeweiligen Landeshauptleuten auszuhandeln. Vorgesehen ist, dass der Hauptteil der Finanzierung durch die fixe Quote geschieht.
Bald nach Verabschiedung des Zweiten Autonomiestatutes wurde die Bedürftigkeit der Regionen und Autonomen Provinzen offensichtlich; die angedachten Finanzmittel reichten nicht aus, um die neuen Zuständigkeiten zu finanzieren. Dies führte zu gewissem Unmut innerhalb der Landespolitik, da die Ausübung der garantierten Befugnisse am seidenen Faden zu hängen drohte und das Land in erste Engpässe geriet. Ab 1985 wurden zwischen Regierung und Land die Verhandlungen neu aufgenommen. 1986 wurde eine grundsätzliche Einigung erzielt, welche im Gesetz Nr. 386/1989 festgeschrieben wurde, welches auch die hierbezüglichen. Das statutarische System wurde nicht wesentlich geändert, allerdings hat sich seither die finanzielle Situation des Landes deutlich verbessert.
Insgesamt fließt dem Land fast der gesamte Ertrag fast sämtlicher der im Landesgebiet erhobenen Steuern zu (> 90 %). Die Anteile betrugen bis 2009 (die Listung nach Buchstaben folgt dem Art. 75 St. vor dem Mailander Abkommen bzw. dem Gesetz 191/2009):
- a) neun Zehntel der Register- und Stempelsteuern sowie der Gebühren für staatliche Konzessionen,
- b) neun Zehntel der Verkehrssteuer auf die in den entsprechenden Gebieten zugelassenen Fahrzeuge,
- c) neun Zehntel der Steuer auf den Verbrauch von Tabakwaren, bezogen auf den Absatz in der Provinz,
- d) acht Zehntel der Mehrwertsteuer mit Ausnahme jener auf die Einfuhr, abzüglich der im Sinne des Artikels 38-bis des Dekretes des Präsidenten der Republik vom 26. Oktober 1972, Nr. 633, mit seinen späteren Änderungen vorgenommenen Rückzahlungen,
- e) vier Zehntel der im Gebiet der Region eingehobenen Mehrwertsteuer auf die Einfuhr, aufzuteilen im Verhältnis von 53 % auf die Provinz Bozen (und von 47 % auf die Provinz Trient),
- f) neun Zehntel des Ertrages der Fabrikationssteuer auf Benzin, auf das als Kraftstoff verwendete Dieselöl und auf das als Kraftstoff verwendete Flüssiggas, die an den Tankstellen im Gebiet der Provinz abgegeben werden,
- g) neun Zehntel aller anderen direkten oder indirekten, wie immer benannten Einnahmen aus Staatssteuern (allen voran die Einkommensteuer und die Körperschaftsteuer) einschließlich der örtlichen Einkommensteuer mit Ausnahme jener, die der Region oder anderen örtlichen Körperschaften zustehen.

### Neuere Entwicklungen
Im Zuge der Finanzkrise ab 2007, deren Bewältigung öffentliche Haushalte in ganz Europa bedrängte, verstärkten sich auch die Sparbemühungen in der Italienischen Republik. Um einseitige Maßnahmen des Staates, welche zu Rechtsunsicherheit und -streitigkeiten geführt hätten, zu vermeiden, wurde zwischen italienischen Regierungsmitgliedern und den Landeshauptleuten der Autonomen Provinzen das sog. Mailänder Abkommen (accordo di Milano) unterzeichnet; dies in Übereinstimmung mit Art. 104 Abs. 1 des Sonderstatutes. Durch das Gesetz 191/2009 (Finanzgesetz für das Jahr 2010) wurden die ausgehandelten Bestimmungen in das Sonderstatut eingefügt und die vorherigen Bestimmungen ersetzt. Die relevanteste und augenscheinlichste Neuerung ist die ersatzlose Abschaffung der variablen Quote an Finanzuweisungen, welche den Provinzen zugeteilt wird. Weitere wichtige Neuerungen waren:
- Erstmals sind die Autonomen Provinzen befugt, im Bereich ihrer Zuständigkeit per Landesgesetz eigene Steuern einzuführen; die Erträge jener Steuer auf Kraftfahrzeuge, welche durch Landesgesetz eingeführt wird, stehen den Provinzen zu. Hierbei wurde jedoch der den Provinzen zugewiesene Anteil an der Verkehrssteuer abgeschafft (obiger Punkt b).
- Teilweise können die Provinzen nicht nur Zuschläge auf staatliche Steuern erheben, sondern sind nun (im Rahmen der Vorgaben des Staates) befugt, die Steuersätze zu ändern und Befreiungen, Freibeträge und Abzüge festzusetzen. Explizit gestattet ist dies für die durch Staatsgesetz eingeführte kommunale Liegenschaftssteuer (IMU bzw. IMP).
- Der Passus über Schuldenaufnahme seitens der Provinzen (Art. 74 St.) wurde leicht, aber nicht wesentlich, abgeändert.
- Die fixe Aufteilung der Mehrwertsteuer auf die Einfuhr wurde abgeschafft (obiger Punkt e). Die Provinzen erhalten nun einfach neun Zehntel der Steuer, wie sie in der jeweiligen Provinz eingehoben wird.
- Den Steuern unter obigem Punkt f) wurde die Fabrikationssteuer auf alle sonstigen energetischen Produkte hinzugefügt.
- Die den Provinzen zustehenden Anteile an der Körperschaftssteuer und an Ersatzsteuern auf Kapitalerträge werden von Indikatoren abhängig gemacht.
- Die variable Quote des Art. 78 wurde gänzlich und ersatzlos abgeschafft.
- Statutarisch wurde verankert, dass Region und Provinzen bei der Verwirklichung von Finanzausgleich und Stabilitätspakt sowie allen anderen staatlich vorgesehenen Maßnahmen.
- Gleichzeitig wurden den Provinzen weitere Beschränkungen auferlegt, indem diese die Kosten für die Ausübung (delegierter) staatlicher Funktionen übernehmen. Ebenfalls haben die Provinzen ab dem Jahr 2010 100 Millionen Euro für die Finanzierung von Initiativen und Projekten bereitzustellen, die nicht nur das Gebiet der Region, sondern mit 40 Millionen auch Grenzgebiete einschließen müssen.
- Die Region sowie die Autonomen Provinzen finden im Ministerium für Wirtschaft und Finanzen einen Verhandlungspartner, mit dem sie die dem Stabilitätspakt entwachsenden Verpflichtungen festlegen müssen. Im Gegensatz dazu ist aber garantiert, dass die staatlichen Bestimmungen für das restliche Territorium nicht auf die Region und die Autonomen Provinzen angewandt wird.
- Region und Provinzen haben ihre Gesetzgebung den staatlichen Vorgaben auf dem Gebiet der Harmonisierung der öffentlichen Haushalte anzupassen.

Ein 2014 zwischen den autonomen Provinzen Bozen und Trient sowie der italienischen Regierung abgeschlossener Pakt ergänzte weitere Modifikationen. Das Abkommen drehte das bisherige System, dass der Staat den Provinzen die ihnen zustehenden Gelder überweist, um; nunmehr sind es die Provinzen, die dem Staat die ihm zustehenden Gelder auszahlen oder in Form der Übernahme neuer Aufgaben abgelten. Weiters sieht der Pakt vor, dass Südtirol jährlich dem Staat eine Summe überweist, die 0,6 % der Zinslast der italienischen Staatsverschuldung entspricht (Stand 2014: 476 Millionen Euro) und in definierten Fällen um weitere 10 % erhöht werden kann. Ebenfalls seit 2014 kann das Land die Sätze der Lokalsteuern (Immobiliensteuer, Abfallgebühren, Zuschläge zu staatlichen Steuern) selbst festlegen.
Der Gesamthaushalt der beiden Autonomen Provinzen umfasste für das Jahr 2017 eine Summe von rund 5 Milliarden Euro jährlich. Für Südtirol sind es 5,588 Milliarden; das Trentino, welches über eine ähnliche finanzielle Deckung verfügt, gab für 2017 geplante Ausgaben in Höhe von 4,981 Milliarden an. Im Vergleich musste sich das österreichische Bundesland Tirol, das eine deutlich größere Bevölkerung zählt (ca. 750.000 Einwohner im Vergleich zu jeweils ca. 500.000 Einwohnern), mit rund 3 Milliarden begnügen (3,656 Milliarden für das Jahr 2017). Hierbei ist allerdings zu beachten, dass die Autonomen Provinzen diverse Aufgaben zu bewältigen und zu bezahlen haben, welche in den anderen Regionen vom Staat und in den österreichischen Ländern vom Bund übernommen und finanziell gedeckt werden. Somit ist anzunehmen, dass angesichts ähnlichen Wohlstandes und ähnlicher Wohlfahrt die Ausgaben der öffentlichen Hand per capita in beiden Hälften Tirols grosso modo gleich sind.
Wesentlich weniger umfangreich geregelt ist die finanzielle Ausstattung der Gemeinden. Diese hat zwischen einer Einheitsvertretung der Gemeinden und dem Landeshauptmann zu erfolgen, die diesbezügliche Regelung in Art. 81 St. sieht lediglich „geeignete finanzielle“ Mittel für die Ausübung der kommunalen Befugnisse vor.

## Die Region Trentino-Südtirol

### Rolle der Region
Infolge der Umsetzung des Südtirol-Pakets bleibt die Region, heute Trentino-Südtirol genannt, bestehen. Ihre Rolle wurde aber stark geschwächt, nachdem die Kernkompetenzen Südtirol und dem Trentino direkt übertragen wurden. So wird die Region nicht mehr in Provinzen unterteilt, vielmehr bilden gemäß Art. 116 Abs. 2 „die Autonomen Provinzen Trient und Bozen … die Region Trentino-Südtirol“. Das Inkrafttreten des Verfassungsgesetzes Nr. 2/2001 änderte formell auch das institutionelle Gewicht von Regionalrat und Landtagen: Waren die Landtage bisher durch die Teilung des in einer Regionalratswahl gewählten Regionalrates in eine Südtiroler und eine Trentiner Hälfte gebildet worden, bilden nun die durch Landtagswahlen besetzten Landtage gemeinsam den Regionalrat. Trient ist formell Regionalhauptstadt geblieben, Regionalrat und die residuale regionale Verwaltung verteilen sich auf Trient und Bozen.

### Gesetzgebungsautonomie
In der Gesetzgebung hat die Region trotz einer massiven Abschwächung seit 1972 einige relevante Kompetenzen beibehalten. Die oben angeführte Unterteilung in primäre, sekundäre, tertiäre und delegierte Befugnisse lässt sich auch auf die Befugnisse der Region anwenden.

#### Primäre Zuständigkeiten
Die Region kann – unter Achtung der Verfassung, der internationalen Verpflichtungen und der nationalen Interessen, die den Schutz der örtlichen sprachlichen Minderheiten mit einschließen – Gesetzesbestimmungen aus folgenden Sachbereichen erlassen:
1. Ordnung der Regionalämter und des zugeordneten Personals;
2. Ordnung der halbregionalen Körperschaften;
3. Ordnung der örtlichen Körperschaften und der entsprechenden Gebietsabgrenzung;
4. Enteignungen aus Gründen der Gemeinnützigkeit, soweit sie nicht Arbeiten betreffen, die vorwiegend und unmittelbar zu Lasten des Staates gehen und soweit sie nicht die Sachgebiete betreffen, für die die Provinzen zuständig sind;
5. Anlegung und Führung der Grundbücher;[16]
6. Feuerwehrdienste;
7. Ordnung der sanitären Körperschaften und der Krankenhauskörperschaften;
8. Ordnung der Handelskammern;
9. Entfaltung des Genossenschaftswesens und Aufsicht über die Genossenschaften;
10. Meliorierungsbeiträge für öffentliche Baumaßnahmen, die von den anderen regionalen öffentlichen Körperschaften durchgeführt werden.

#### Sekundäre und tertiäre Zuständigkeiten
Die Region erlässt innerhalb der im vorhergehenden Artikel gesetzten Grenzen und im Rahmen der in den Gesetzen des Staates festgelegten Grundsätze Gesetzesbestimmungen auf folgenden Sachgebieten:
1. Ordnung der öffentlichen Fürsorge- und Wohlfahrtseinrichtungen;
2. Ordnung der Körperschaften für Boden- und Agrarkredit, der Sparkassen und der Raiffeisenkassen sowie der Kreditanstalten regionalen Charakters.

Die Befugnisse tertiärer Art umfassen lediglich Ergänzungsbefugnisse im Bereich der Sozialvorsorge und -versicherungen.

### Finanzielle Ausstattung
Der Region werden die Einkünfte aus den Hypothekarsteuern abgetreten, die auf ihrem Gebiet für dort gelegene Güter eingehoben werden. Außerdem werden der Region die nachstehenden, im Gebiet der Region eingehobenen Anteile am Ertrag der unten angeführten Steuereinnahmen des Staates abgetreten. Das Mailänder Abkommen von 2009, umgesetzt durch das Gesetz 191/2009, hat auch die Finanzierung der Region betroffen (der Anteil an der Mehrwertsteuer auf die Einfuhr wurde gestrichen).
- a) neun Zehntel der Steuern auf Erbschaften und Schenkungen und auf den Netto-Gesamtwert der Erbschaften,
- b) zwei Zehntel der Mehrwertsteuer mit Ausnahme jener auf die Einfuhr, abzüglich der im Sinne des Artikels 38-bis des Dekretes des Präsidenten der Republik vom 26. Oktober 1972, Nr. 633, mit seinen späteren Änderungen vorgenommenen Rückzahlungen,
- c) neun Zehntel des Lotto-Ertrages abzüglich der Gewinne.

Für das Jahr 2017 veranschlagte die Region Ausgaben in Höhe von 305 Millionen Euro, also nicht mal ein Fünfzehntel dessen, was die einzelnen Autonomen Provinzen angeben.

## Öffentliche Rezeption

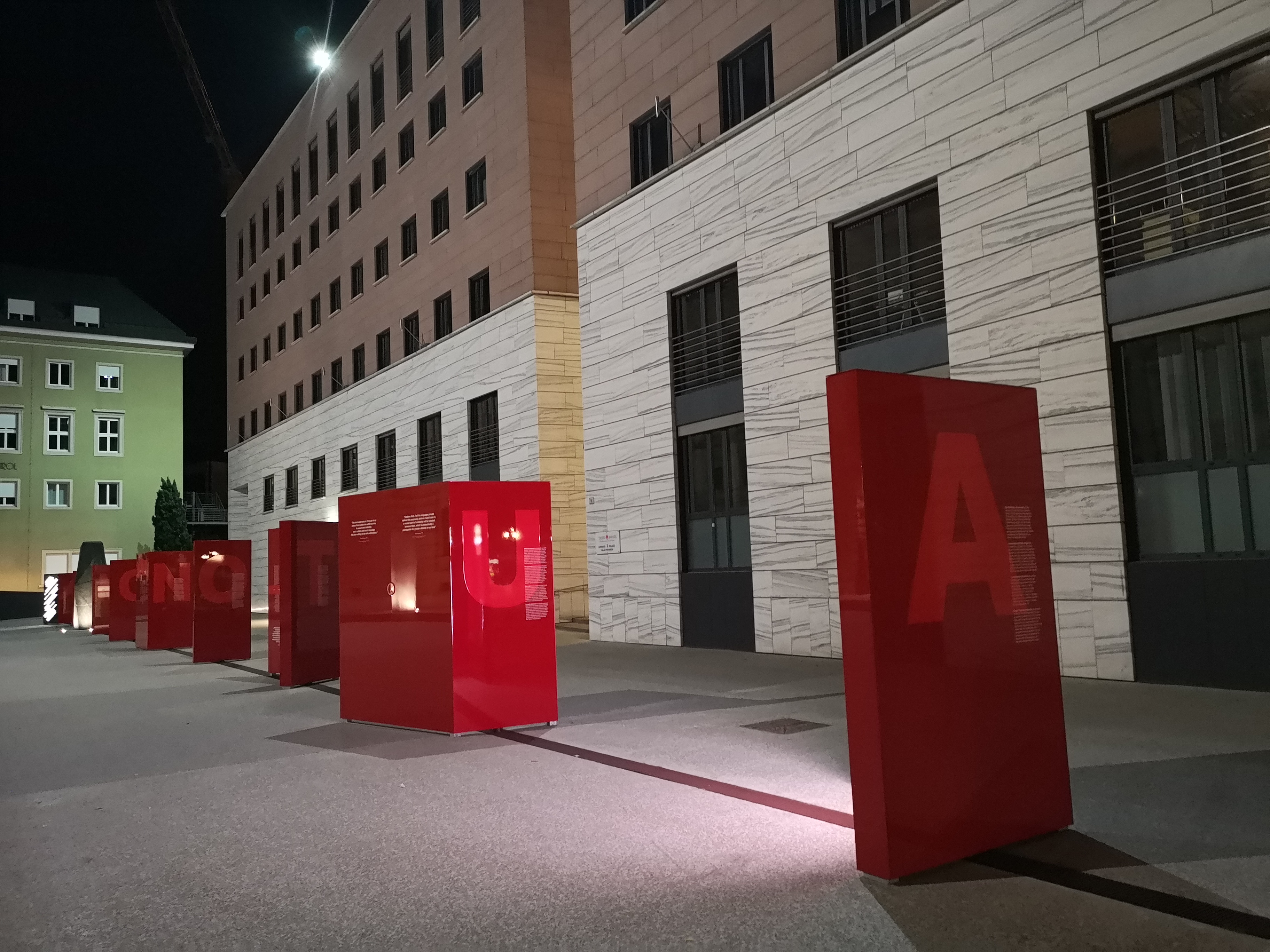
Blick auf die Dauerausstellung zu Südtirols Autonomie am Silvius-Magnago-Platz in Bozen, 2021

In Südtirol wird seit 2014 am 5. September der "Tag der Autonomie" begangen. Auch im Trentino wird der autonomen Zuständigkeiten jährlich am Tag der Unterzeichnung des Gruber-De-Gasperi-Abkommens am 5. September gedacht; 2016 wurde aus Anlass des 70-jährigen Jubiläums hierzu auch eine historische Ausstellung präsentiert.
Die Südtiroler Landesregierung hat 2021, aus Anlass des 75-jährigen Gedenkens an den Pariser Vertrag, am Silvius-Magnago-Platz vor dem Landhaus 1 von einer Arbeitsgruppe einen Autonomie-Parcours einrichten lassen, der auf neun roten Stelen eine Darstellung der Autonomiegeschichte Südtirols versucht. Kritisch moniert wurde, dass es der Parcours unterlässt, kritische bzw. antithetische Positionen wie jene von Alexander Langer zu benennen und jeglichen Dissens unterschlägt. Die Historiker Rolf Steininger und Leopold Steurer bemängelten Auslassungen und Engführungen der Dauerausstellung und wiesen auf konzeptionelle und inhaltliche Fehler hin.

### Textausgabe
- Südtiroler Landesregierung (Hrsg.): Das neue Autonomiestatut. 12. Auflage, Tezzele, Bozen 2005.
- Südtiroler Landesregierung (Hrsg.): Südtirol-Handbuch mit Autonomiestatut. Ex Libris Genossenschaft, Bozen 2019 (PDF).

### Rechtswissenschaftliche Literatur
- Adolf Auckenthaler: Entstehung und Entwicklung der Südtirol-Autonomie. Autonome Region Trentino-Südtirol, Trient 2017.
- Lukas Bonell, Ivo Winkler: Südtirols Autonomie. Beschreibung der autonomen Gesetzgebungs- und Verwaltungszuständigkeiten des Landes Südtirol. 10. Auflage, Südtiroler Landesregierung, Bozen 2010.
- Matthias Haller: Südtirols Minderheitenschutzsystem. Grundlagen, Entwicklungen und aktuelle Herausforderungen aus völker- und verfassungsrechtlicher Sicht (= Schriften zum Völkerrecht. Band 244). Berlin, Duncker & Humblot 2021, ISBN 978-3-428-18229-9 (Online).
- Esther Happacher-Brezinka, Walter Obwexer (Hrsg.): 40 Jahre Zweites Autonomiestatut: Südtirols Sonderautonomie im Kontext der europäischen Integration. Facultas.wuv-Verlag, Wien 2013, ISBN 978-3-7089-1103-8.
- Esther Happacher-Brezinka, Walter Obwexer: Entwicklungen und Veränderungen der Südtiroler Autonomie seit der Streitbeilegungserklärung 1992 (PDF; 7,7 MB).
- Joseph Marko, Sergio Ortino, Francesco Palermo, Leonhard Voltmer, Jens Woelk (Hrsg.): Die Verfassung der Südtiroler Autonomie. Nomos Verlag, Baden-Baden 2005, ISBN 978-3-8329-1159-1.
- Antonio Merlino: I presupposti storico-filosofici dell’autonomia nella provincia di Bolzano. In: Diritto Pubblico Europeo – Rassegna Online 20(2), 2023. doi:10.6093/2421-0528/10205 (Online).
- Roland Riz, Esther Happacher Brezinka: Grundzüge des Italienischen Verfassungsrechts unter Berücksichtigung der verfassungsrechtlichen Aspekte der Südtiroler Autonomie. 4. Auflage, Studia Universitätsverlag, Innsbruck 2013, ISBN 978-3-902652-77-5.

### Geschichts- und politikwissenschaftliche Literatur
- Antony Evelyn Alcock: The History of the South Tyrol Question (Institut de Hautes Études Internationales Genève, Vol. 190). M. Joseph, London 1970, ISBN 978-0-718107727.
- Thomas Benedikter: Mehr Autonomie wagen. Südtirols Autonomie heute und morgen. POLITiS-ARCA edizioni, Lavis 2020, ISBN 978-88-88203-42-3 (PDF; 1,85 MB)
- Thomas Benedikter (Hrsg.): Mit mehr Demokratie zu mehr Autonomie. Bürgerinnen und Bürger reden mit. POLITiS-ARCA edizioni Lavis 2014, ISBN 978-88-88203-50-8, (PDF; 1,4 MB)
- Claus Gatterer: Im Kampf gegen Rom. Bürger, Minderheiten und Autonomien in Italien. Europa Verlag, Wien-Frankfurt-Zürich 1968.
- Ulrike Kindl, Hannes Obermair (Hrsg.): Die Zeit dazwischen: Südtirol 1918–1922. Vom Ende des Ersten Weltkrieges bis zum faschistischen Regime / Il tempo sospeso: L’Alto Adige tra la fine della Grande Guerra e l’ascesa del fascismo (1918–1922). Edizioni alphabeta Verlag, Meran 2020, ISBN 978-88-7223-365-8, Autonomieentwürfe des Deutschen Verbandes und der Südtiroler Sozialdemokraten, S. 415–450.
- Rolf Steininger: Südtirol zwischen Diplomatie und Terror 1947–1969. 3 Bände, Athesia, Bozen 1999, ISBN 88-7014-997-8.
- Martha Stocker: Die Paketschlacht: Ringen um die richtige Entscheidung in der Südtirolfrage. Athesia, Bozen 2019, ISBN 978-88-6839-431-8.

### Akteneditionen
- Michael Gehler (Hrsg.): Akten zur Südtirol-Politik 1945–1958. 6 Bände, Studienverlag, Innsbruck-Wien-Bozen 2011–2022.
  - Band 1: 1945–1947: Gescheiterte Selbstbestimmung. 2011, ISBN 978-3-7065-4367-5.
  - Band 2: 1947: Keine Einigung mit Trient. Sondierungen zwischen Bozen, Rom und Wien. 2016, ISBN 978-3-7065-4368-2.
  - Band 3: 1947–1948: Reoptionsverhandlungen, erstes Autonomiestatut und Optantendekret. 2021, ISBN 978-3-7065-4369-9.
  - Band 4: 1949–1953: Accordino, Triestkrise und Demission Grubers. 2022, ISBN 978-3-7065-4370-5.
  - Band 5: 1954–1956: Von der Regionalisierung zur Internationalisierung. Vom SVP-Memorandum und Saarplebiszit zur Europaratsbefassung. 2021, ISBN 978-3-7065-4371-2.
  - Band 6: 1957–1958: Von der Regionalisierung zur Internationalisierung. Von der Kundgebung auf Sigmundskron zum Scheitern der bilateralen Sondierungen als Vorstufe für den Gang zur UNO. 2022, ISBN 978-3-7065-4372-9.
- Rolf Steininger (Hrsg.): Akten zur Südtirol-Politik 1959–1969. 7 Bände, Studienverlag, Innsbruck-Wien-Bozen 2005–2013.
  - Band 1: 1959: Aufbruch im Andreas-Hofer-Jahr. 2005, ISBN 978-3-7065-4151-0.
  - Band 2: 1960: Vor der UNO. 2006, ISBN 978-3-7065-4243-2.
  - Band 3: 1961: Das Krisenjahr. 2 Halbbände, 2007, ISBN 978-3-7065-4269-2.
  - Band 4: 1962–1964: Verhandlungen, Attentate und Prozesse. 2009, ISBN 978-3-7065-4270-8.
  - Band 5: 1965–1966: Mehr „Paket“, weniger Verankerung? 2011, ISBN 978-3-7065-4271-5.
  - Band 6: 1967: Terror und „Operationskalender“. 2012, ISBN 978-3-7065-4272-2.
  - Band 7: 1968–1969: Die Einigung. 2013, ISBN 978-3-7065-4273-9.